# Het Paleis van Ali Baba
Het Paleis van Ali Baba was een dark water ride in het Belgische attractiepark Walibi Belgium in Waver en stond in het themagebied Ali Baba.

## Bouw

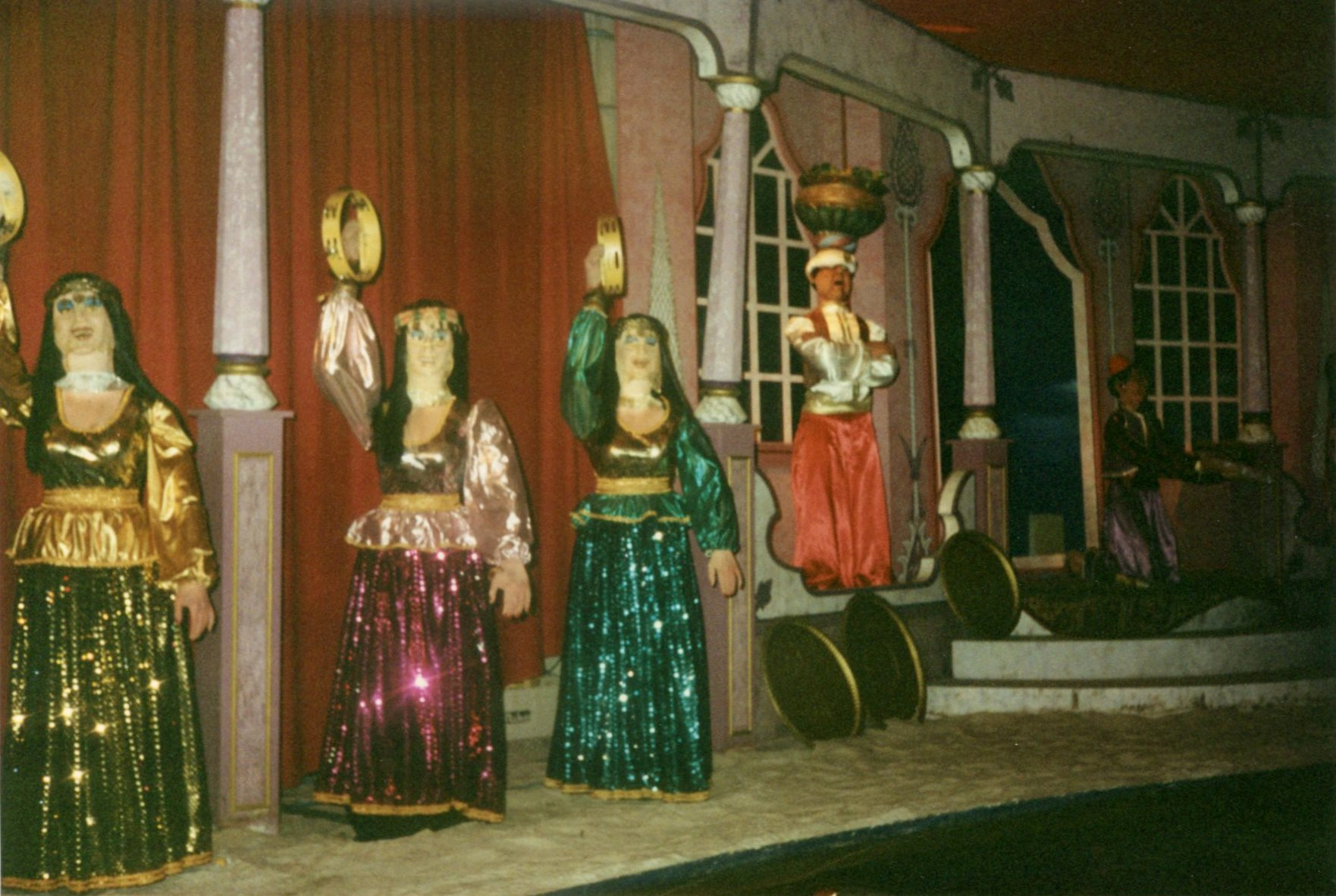
De troonzaal.

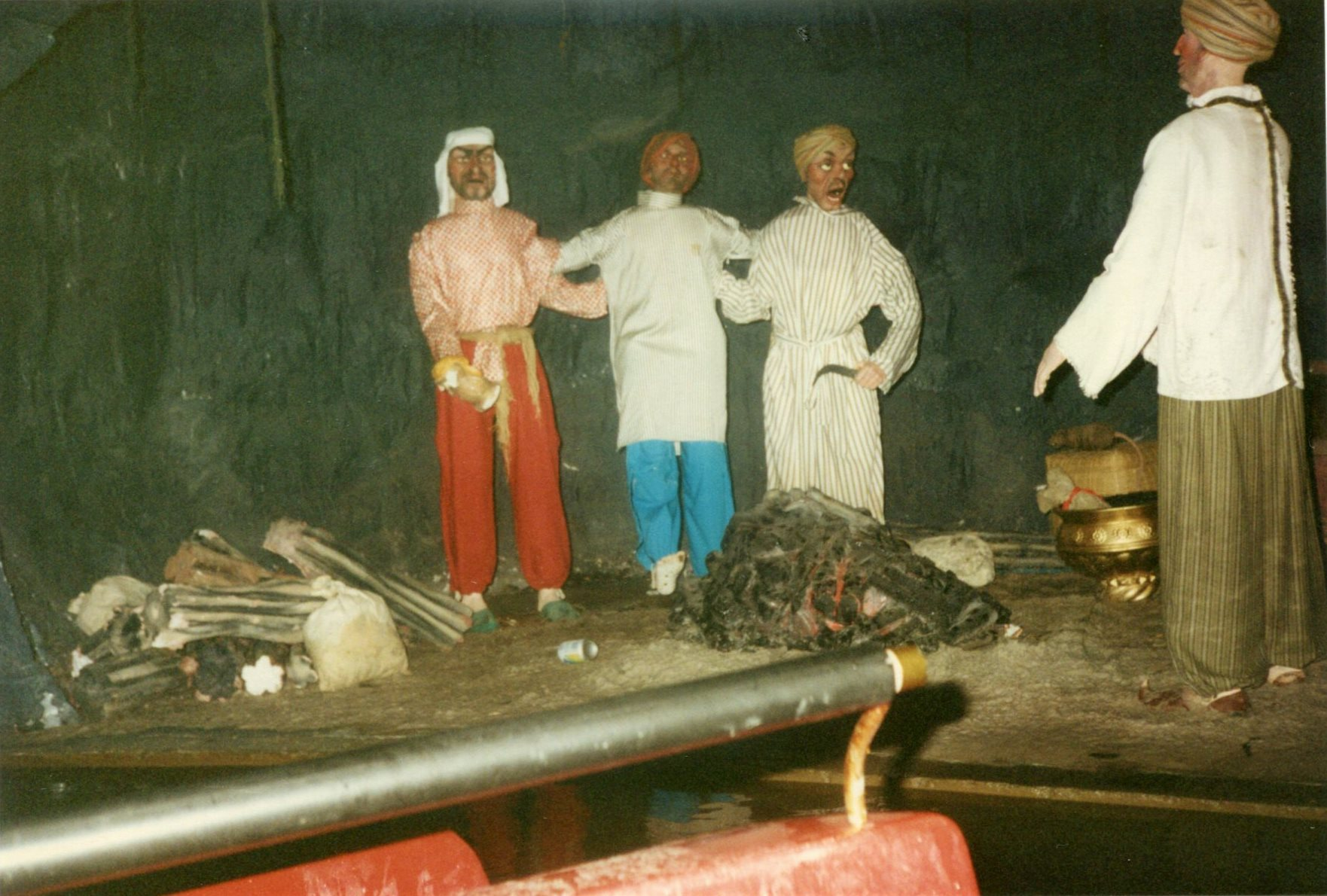
De grotten.

Walibi viert zijn 10de verjaardag in 1985. Het themagebied Ali Baba is gebaseerd op de vertellingen van Duizend-en-een-nacht. De totale oppervlakte van het themagebied bedroeg 6000 vierkante meter, en het ligt in het oosten van het park. In 1985 opende het Paleis van Ali Baba als eerste grote attractie. Drie jaar later werd het parkdeel uitgebreid met de Radja River.
Het idee voor de attractie werd voor het eerst geopperd in 1983. Het park stelde vast dat er al veel sensatie te beleven was, maar dat er ook wel een rustige attractie bij kon met een goed thema. Men koos voor een droomthema, meer bepaald de vertellingen van Duizend-en-een-nacht. Tijdens de bouw van de attractie rees in de Efteling het idee om ook een dark water ride te gaan bouwen, Fata Morgana. Dat werd uiteindelijk ook gedaan: in 1985 opende in Walibi Het Paleis van Ali Baba, en een jaar later Fata Morgana in de Efteling, in 1986. Qua thema zijn beide attracties ongeveer gelijk. Er wordt gezegd dat Walibi voor Het Paleis van Ali Baba de ideeën van de Efteling heeft gestolen, nadat een Eftelingmedewerker aan hen plannen van Fata Morgana had doorgespeeld. Ondanks de grote gelijkenissen, ontkent Walibi dit gerucht.

## De attractie
De attractie was een groot gebouw met daarin een baan met langzaam stromend water waarin boten rustig langsheen verschillende scènes met animatronics voeren. In totaal waren er 120 animatronics door microprocessors langs het parcours te bezichtigen.
De verschillende scènes waren:
- De troonzaal
- De Tuin der Geliefden
- De magische stad
- De droomscène
- De Boeddha
- De grotten
- De stormscène
- De Oosterse markt

De attractie werd in 2001 voor het laatst gebruikt, in seizoen 2002 was de attractie niet meer open voor publiek.

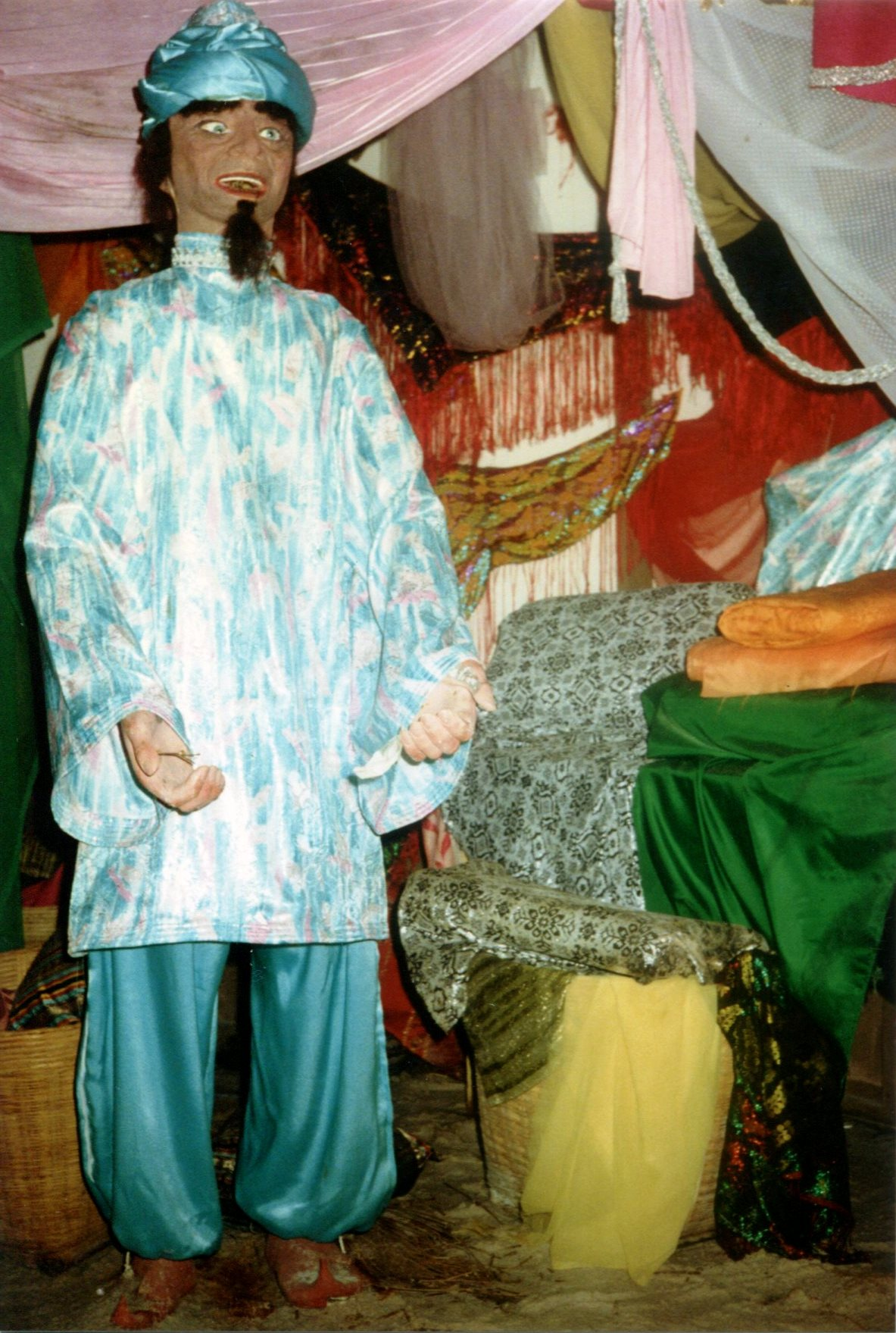
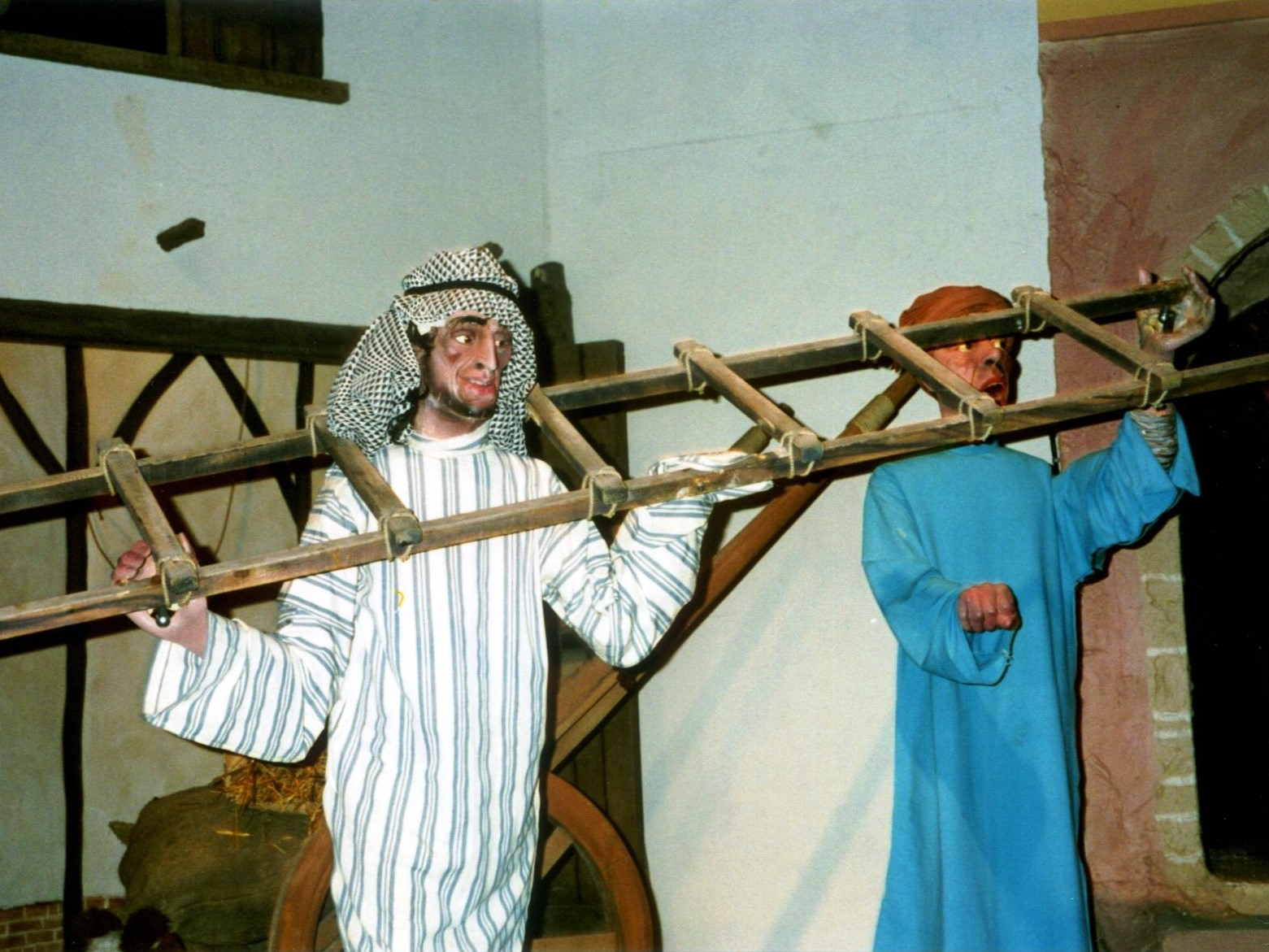
De Oosterse markt
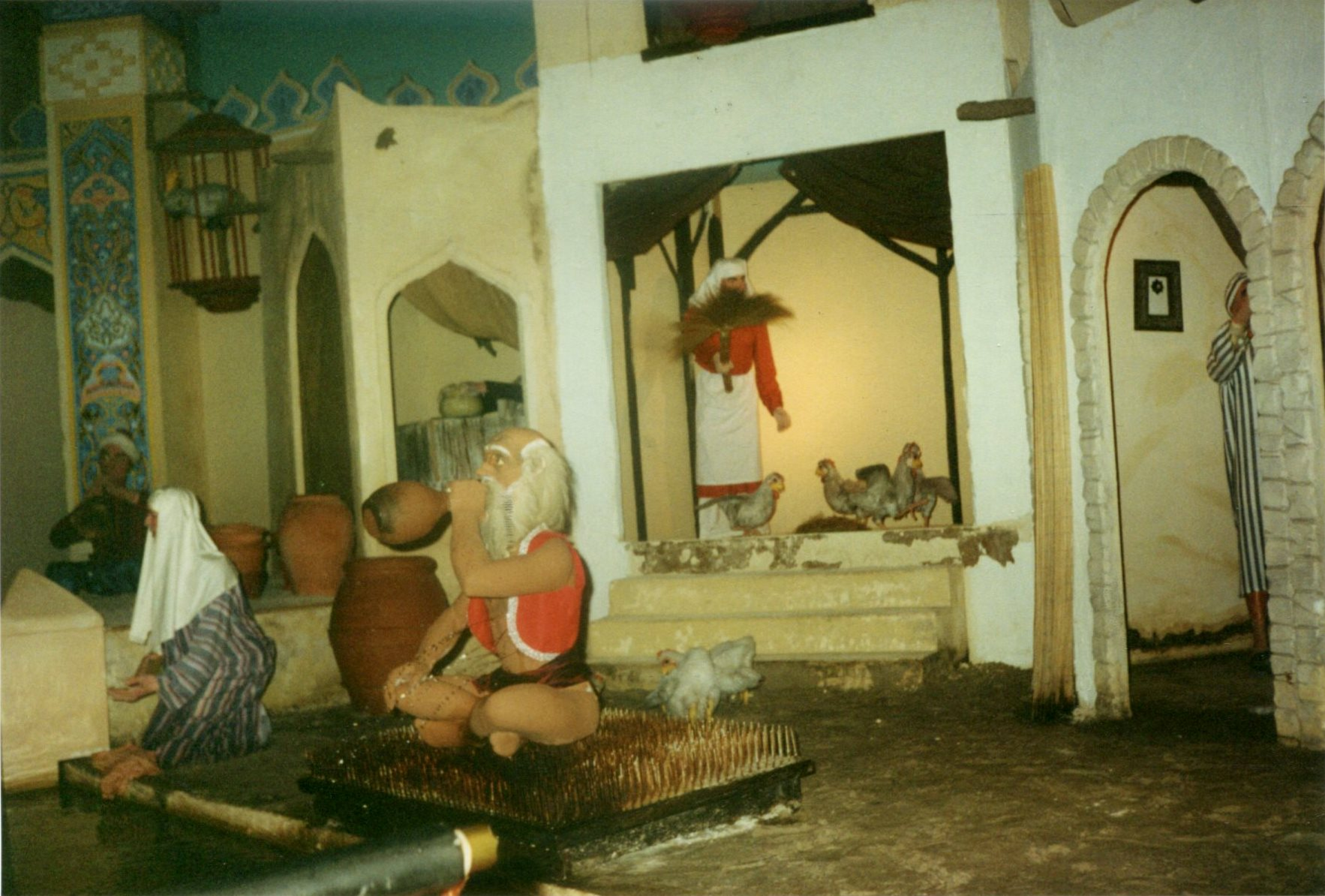
Fakir en de Oosterse markt
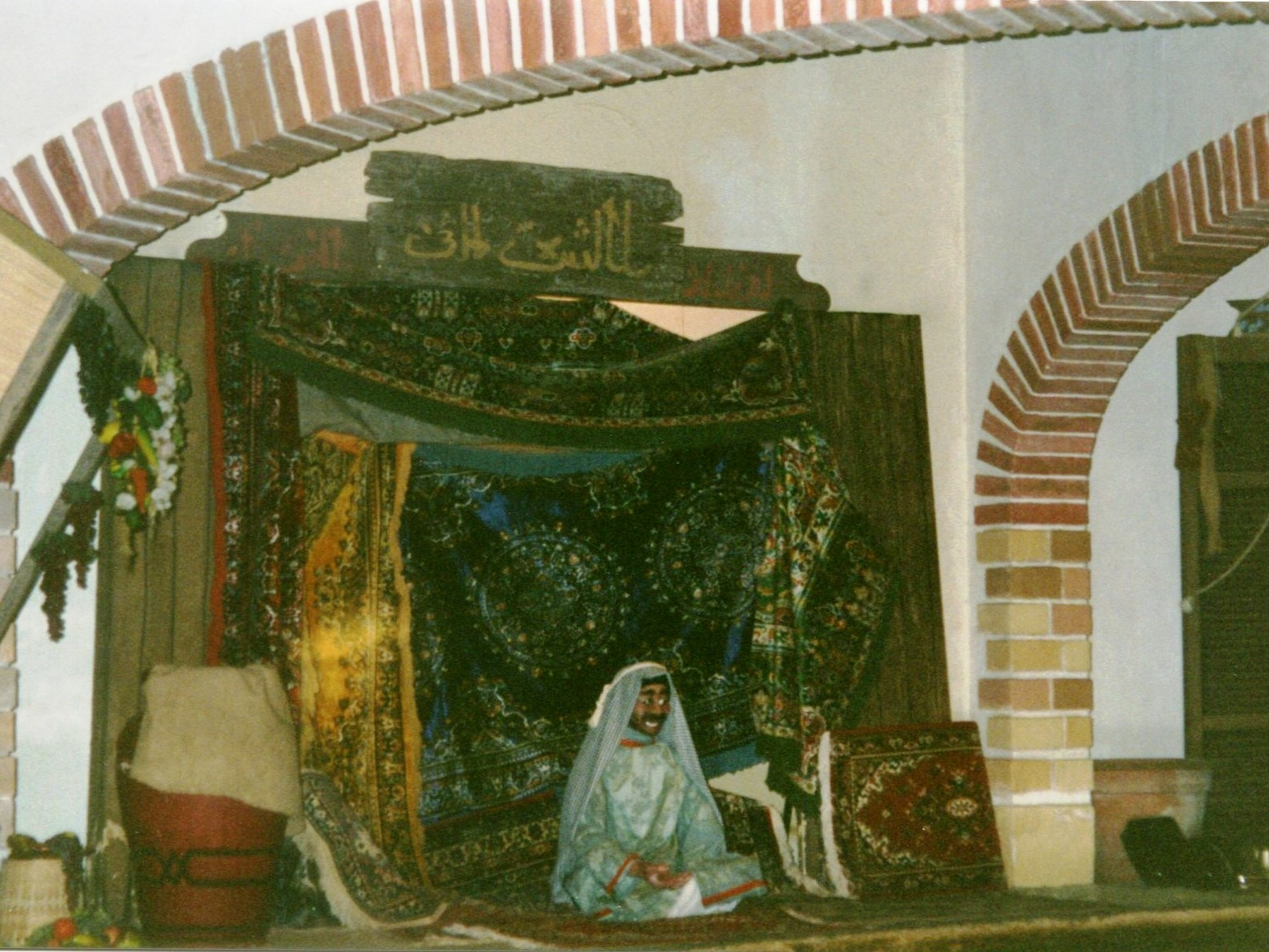
De Oosterse markt

## Halloweenattractie
Na de sluiting van de attractie, werd de vaargeul samen met de boten verwijderd. Na wat aanpassingen kon het gebouw dienstdoen als Halloweenattractie en werd omgedoopt tot het spookhuis Paleis van 1001 Nachtmerries. Het was een van de eerste Halloweenattracties in Walibi Belgium.
In het voorjaar van 2007 werd het Paleis herschilderd.
Het gebouw bleef jaarlijks spookhuizen huisvesten, zoals Monster Circus, Project Z, Project InvaZion, Lumberjack en Nagulaï.

## Een nieuwe invulling vanaf 2019
De attractie (zonder de boten en de vaargeul weliswaar) was tot 2017 nog steeds aanwezig in het park, maar was niet toegankelijk tijdens het reguliere parkseizoen.
In 2017 maakte Walibi Belgium een masterplan bekend dat loopt tot 2023, met jaarlijks nieuwe themazones en nieuwe attracties voor het park. In dat plan was in het tweede jaar ook het gebouw van Ali Baba mee verwerkt. In de winter van 2017-2018 werd een van de twee op dat moment bestaande spookhuizen daarom uit het gebouw verwijderd en begin 2018 startte men met de afbraak van de oude attractie, als voorbereiding op een nieuwe attractie in 2019 op ongeveer de helft van de oppervlakte van het gebouw. Deze nieuwe attractie, afkomstig van de Belgische bouwer Alterface, werd opnieuw een dark ride: Popcorn Revenge.